# Medvefűformák
A medvefűformák (Nolinoideae) a spárgavirágúak (Asparagales) rendjébe, a spárgafélék (Asparagaceae) családjába tartozó alcsalád.
Az APG III-rendszerben leírt alcsalád nagyjából megegyezik a régebbi rendszerekben megtalálható csodabogyófélék (Ruscaceae) családjával. A csoportba nagyon változatos, egymásra is csak alig hasonlító  nemzetségek, nehezen meghatározható nemzetségcsoportok tartoznak. Az alcsalád főképp az északi félgömbön elterjedt. Rendszerint évelő, monopodális vagy szimpodiális növekedésű, rizómás lágyszárú és fatermetű növények (például sárkányfa – Dracaena draco). Virágaikat hat, olykor összeforrt lepellevél, hat porzó és felső állású magház jellemzi. Termésük többnyire kevés magvú bogyótermés. Jellegzetes kémiai anyagaik a szteroidszaponinok, flavonolok és az azetidin-2-karbonsavak.

## Rendszerezés
A medvefűformák alcsaládja számos, például a Cronquist-rendszerben korábban a liliomfélékhez (Liliaceae) sorolt nemzetséget tartalmaz. Az APG II-rendszer javasolta összeolvasztását a spárgafélék (Asparagaceae) családjával, de megengedte különálló, monofiletikus családként kezelését is. Ez változás volt az 1998-as eredeti APG-rendszerhez képest, ami egyáltalán nem tartalmazta a családot. Korábban az ide sorolt nemzetségeket vagy a kiterjesztett értelemben vett liliomfélékhez, vagy a Convallariaceae, Dracaenaceae, Nolinaceae családokhoz sorolták. Az APG III-rendszer már egyértelműen beolvasztja a spárgafélék családjába.

### Nemzetségek
- Convallarieae nemzetségcsoport
  - Aspidistra Ker Gawl., syn.: Antherolophus Gagnep., Colania Gagnep., Evrardiella Gagnep.
  - Campylandra Baker
  - gyöngyvirág (Convallaria L.)
  - Gonioscypha Baker
  - Peliosanthes Andrews
  - Reineckea Kunth
  - Rohdea Roth
  - Speirantha Baker
  - Theropogon Maxim.
  - Tricalistra Ridl.
  - Tupistra Ker Gawl., syn.: Platymetra Noronha ex Salisb.

- Ophiopogonae nemzetségcsoport
  - Liriope Lour.
  - Ophiopogon Ker Gawl., syn.: Chloopsis Blume, Flueggea Rich.)

- Polygonatae nemzetségcsoport
  - Disporopsis Hance
  - Heteropolygonatum M.N.Tamura & Ogisu
  - árnyékvirág (Maianthemum F.H.Wigg., syn.: Oligobotrya Baker, Slateria Desv., Smilacina Desf., Vagnera Adans.)
  - salamonpecsét (Polygonatum Mill., syn.: Periballanthus Franch. & Sav.)

- Rusceae  nemzetségcsoport
  - Danae Medik.
  - csodabogyó (Ruscus L.)
  - Semele Kunth

- Dracaeneae nemzetségcsoport
  - sárkányfa (Dracaena Vand. ex L., syn.: Pleomele Salisb., Terminalis Medik.)
  - fácánlevél (Sansevieria Thunb.)

- Nolineae nemzetségcsoport
  - buzogányfa (Beaucarnea Lem.)
  - Calibanus Rose
  - Dasylirion Zucc.
  - medvefű (Nolina Michx.)

- Nemzetségcsoportba nem sorolt nemzetségek
  - Comospermum Rauschert
  - Eriospermum Jacq. ex Willd.

## Leírás

### Convallarieae
Évelő lágyszárú, monopodiális vagy szünpodiális elágazású rizómával. Párhuzamosan erezett leveleik tőállóak vagy a hajtásokon helyezkednek el. A sztómák (gázcserenyílások) anomocitikusak. A virágok többnyire forrtleplűek, a magház felsőállású. A termés rendszerint bogyó. Jellemző kémiai anyagaik még a szapogeninek (például diozgenin, gentrogenin) és a szívglikozidok. Hazánkban élő nemeik például a gyöngyvirág (Convallaria genus), a salamonpecsét (Polygonatum), az árnyékvirág (Malanthemum), szobanövényeink közül jelentősebb az Aspidistra. A fajokban leggazdagabb térség Délkelet-Ázsia, géncentrumuk viszont Európa és a Közel-Kelet.

### Rusceae
Mediterrán elterjedésű örökzöld félcserjék vagy liánok. Hajtásaik oldalágai lapos fillokládiummá alakultak, a virágok ezek közepén vagy szegélyén alakulnak ki, mint apró ernyőcske virágzatok. A porzószálak csővé nőttek össze, a portokok extrorzak, négytékásak (téka = portokfél). A termés egy-négymagvú bogyó, a magok fitomelán nélküliek. A dél-dunántúli árnyas erdők lakója a szúrós csodabogyó (Ruscus aculeatus) és a lónyelvű csodabogyó (Ruscus hypoglossum).

### Dracaeneae
Másodlagos vastagodással rendelkező növények, amelyek lehetnek üstökösfák, kúszó földalatti rizómával rendelkező szukkulens fajok. Leveleik szalag alakúak, ülők, párhuzamos erezettségűek, olykor cső alakúak is lehetnek (például Sansevieria). A virágzat terebélyes buga vagy összetett tőkocsányos fürt. A virágok ízesüléssel csatlakoznak a kocsányhoz. A virágtakaró tövén forrt, a porzók ránőttek a levélcimpák tövére. A portok introrz. Jellegzetes kémiai anyaguk a vörös gyanta (sárkányvér – innen nevük), melyet fényezésre, festésre és a gyógyszeriparban használnak. Számos különleges növény akad közöttük, mint például a Kanári-szigeteken honos 20 m-esre is megnövő sárkányfa (Dracaena). Kedvelt szobai dísznövények például a fácánlevél (Sansevieria).